# Teorie čísel
Teorie čísel je odvětví matematiky zabývající se vlastnostmi čísel – zejména celých.

## Obory teorie čísel
Teorie čísel je velmi rozsáhlá disciplína a dělí se na mnoho podoborů lišících se ne tak předmětem svého zájmu (ten je stejný pro všechny disciplíny – čísla) ale používanými metodami:
- Analytická teorie čísel – používá metody matematické a komplexní analýzy jako limita, nekonečná řada, … Nejslavnějšími problémy a větami analytické teorie čísel jsou Riemannova hypotéza a důkazy transcendentnosti čísel e a π.
- Algebraická teorie čísel – používá metody algebry, zejména teorie těles a Galoisovy teorie jako algebraické rozšíření, kořenové nadtěleso, …
- Geometrická teorie čísel – používá metody geometrických konstrukcí a geometrického názoru. Základní větou geometrické teorie čísel je Minkowského věta o vztahu mřížových bodů a konvexních množin.
- Kombinatorická teorie čísel – používá metody kombinatoriky

## Slavné problémy teorie čísel
Velká část nejslavnějších matematických problémů historie i současnosti pochází z oblasti teorie čísel. To je dáno skutečností, že tvrzení o celých číslech jsou v převážné většině případů snadno vyslovitelná a lehce pochopitelná i pro člověka bez matematického vzdělání, avšak jejich dokázání může vyžadovat použití mnoha specializovaných metod z nejrůznějších jiných odvětví matematiky. Traduje se, že Andrew Wiles, který v roce 1995 dokázal Velkou Fermatovu větu, se s ní seznámil již ve svých 9 letech, tomuto tvrzení porozuměl a dokonce se ho (samozřejmě neúspěšně) pokusil dokázat, správný důkaz však podal s užitím velmi hlubokých metod z teorie eliptických křivek až po více než 30 letech. Následující seznam obsahuje nejslavnější číselně teoretické problémy:
- Velká Fermatova věta
- Riemannova hypotéza
- Catalanova domněnka
- Collatzův problém
- Goldbachova hypotéza
- Problém prvočíselných dvojic